# Derby Central Library
Derby Central Library (česky Derbská centrální knihovna) je hlavní veřejná knihovna v anglickém městě Derby. Byla založena roku 1879 spolu s městským muzeem a galerií v cihlové budově, navržené Richardem Knillem Freemanem a darované městu Michaelem Thomasem Bassem.

## Historie
První stálá knihovna v Derby byla založena v roce 1811 na Queen Street. Ve 30. letech 19. století byla knihovna otevřena všem, kteří zaplatili registrační poplatek čtyři guineje a další guineu jako roční poplatek. Roku 1832 měla knihovna 84 členů. Sbírka knih zahrnovala i 4000 svazků z knihovny Derbské filosofické společnosti. V roce 1863 byl prvním knihovníkem a kurátorem jmenován botanik Alexander Croall a o rok později byly knihovna s muzeem spojeny. Croall svou funkci opustil roku 1875, aby se stal kurátorem Smithova institutu ve Stirlingu. 28. června 1879 uspořádal pan Bass oficiální otevření Derbské svobodné knihovny a muzea, což se stalo příčinou velkých oslav, které ve městě propukly. V září 1898 se ve sbírce knihovny nacházelo cca 31 000 titulů. Roku 1914 byl zbořen dům kurátora, aby se tak uvolnilo místo pro rozšíření knihovny. Ačkoliv jsou nyní Derbská knihovna a Derbské muzeum oddělené instituce, stále sdílejí budovu, ve které byly založeny.